# 静岡社会健康医学大学院大学の人物一覧
静岡社会健康医学大学院大学の人物一覧は静岡社会健康医学大学院大学に関係する人物の一覧記事。

## 著名な教職員

### 社会健康医学研究科
- 浦野哲盟（副学長） - 医療薬学・生理学
- 田原康玄（社会健康医学専攻教授・研究科長） - 疫学・遺伝学・老年医学・高血圧学
- 宮地良樹（社会健康医学専攻教授・学長） - 皮膚科学
- 森潔（社会健康医学専攻教授） - 薬理学・一般内科学・腎臓病学・分子生物学
- 藤本修平（社会健康医学専攻准教授） - 健康情報学・ヘルスコミュニケーション学・リハビリテーション医学